# Terry Handley
| Entdeckte Asteroiden: 7 | Entdeckte Asteroiden: 7 | Entdeckte Asteroiden: 7 |
| ----------------------- | ----------------------- | ----------------------- |
| Nummer und Name         | Entdeckungsdatum        |                         |
| (15906) Rolandflorrie   | 5. September 1997       |                         |
| (31048) 1996 PO9        | 11. August 1996         |                         |
| (31343) 1998 NT         | 12. Juli 1998           |                         |
| (35348) 1997 JO18       | 8. Mai 1997             |                         |
| (44025) 1997 XY11       | 6. Dezember 1997        |                         |
| (52667) 1998 CT1        | 1. Februar 1998         |                         |
| (59110) 1998 WR31       | 29. November 1998       |                         |
|                         |                         |                         |

Terry Handley (* 1952; † 6. Juli 2015) war ein US-amerikanischer Amateurastronom und Asteroidenentdecker.
Er entdeckte am Burlington-Observatorium (IAU-Code 292) in Burlington in New Jersey zwischen 1996 und 1998 insgesamt sieben Asteroiden.